# Synclisia
Synclisia es un género con seis especies de plantas de flores perteneciente a la familia Menispermaceae. Nativo de Madagascar.

## Especies seleccionadas
- Synclisia ferruginea
- Synclisia junodii
- Synclisia leonensis
- Synclisia scabrida
- Synclisia villosa
- Synclisia zambesiaca